# Franța metropolitană
Franța metropolitană (franceză France métropolitaine) este un termen ce desemnează partea europeană a statului francez: teritoriul continental și insulele apropiate din Oceanul Atlantic, Marea Mânecii și din Marea Mediterană, inclusiv Corsica. În tratatele Uniunii Europene termenul juridic exact folosit este teritoriul european al Franței.

Harta Franţei metropolitane.

Franța de peste mări (franceză France d'outre mer) reprezintă cealaltă parte a republicii franceze și este formată din regiuni de peste mări, colectivități de peste mări și teritoriile speciale nelocuite. În aceste teritorii, un locuitor al Franței metropolitane este numit în mod informal métro, prescurtare de la métropolitain.
Franța metropolitană are o suprafață de 543 965 km², ce reprezintă 80 % din totalul teritoriului francez. La începutul anului 2006, populația sa era de 61 044 700 locuitori, ce reprezentau 96 % din total.
Termenul Franța continentală (franceză France continentale) este uneori utilizat pentru a descrie teritoriul metropolitan excluzând Corsica. Un sinonim pentru acesta este termenul Hexagon (franceză Hexagone). În Corsica, locuitorii Franței continentale sunt numiți în mod informal les continentaux.